# تيسا طومسون
تيسا لاين طومسون (ولدت 3 أكتوبر 1983)، هي ممثلة أمريكية. إنطلقت شهرتها بالتمثيل في فيلم مسيسيبي دامند سنة 2009،  للمخرجة تينا مابريس. أدت دور البطولة في الفيلم الدرامي الفتيات الملونات، ومثلت دور ديان ناش الناشطة الحقوقية في فيلم الدراما التاريخية سيلما (2014)، وبيانكا في الدراما الرياضية كريد (2015)، وفالكيري في فيلم ثور: راجناروك 2017.
على التلفزيون، تألقت طومسون في دور جاكي كوك في الدراما الغامضة فيرونيكا مارس (2005-2006) وسارة فريمان في دراما الجريمة كوبر (2012-2013)، وشارلوت هيل في سلسلة الخيال العلمي المعروضة على قناة إتش بي أو وست وورلد (2016).

## النشأة
ولدت طومسون في لوس أنجلوس، كاليفورنيا، وترعرعت في بروكلين، في مدينة نيويورك. والدها هو مغني ومؤلف الأغاني مارك أنتوني طومسون من فرقة «شوكولاتة جينيس» الموسيقية، ويرجع إلى أصول أفريقية- بنامية، بينما أمها تنحدر من جذور نصف أوروبية ونصف مكسيكية. التحقت بمدرسة سانتا مونيكا الثانوية ثم كلية سانتا مونيكا، حيث درست الأنثروبولوجيا الثقافية.

## المهنة

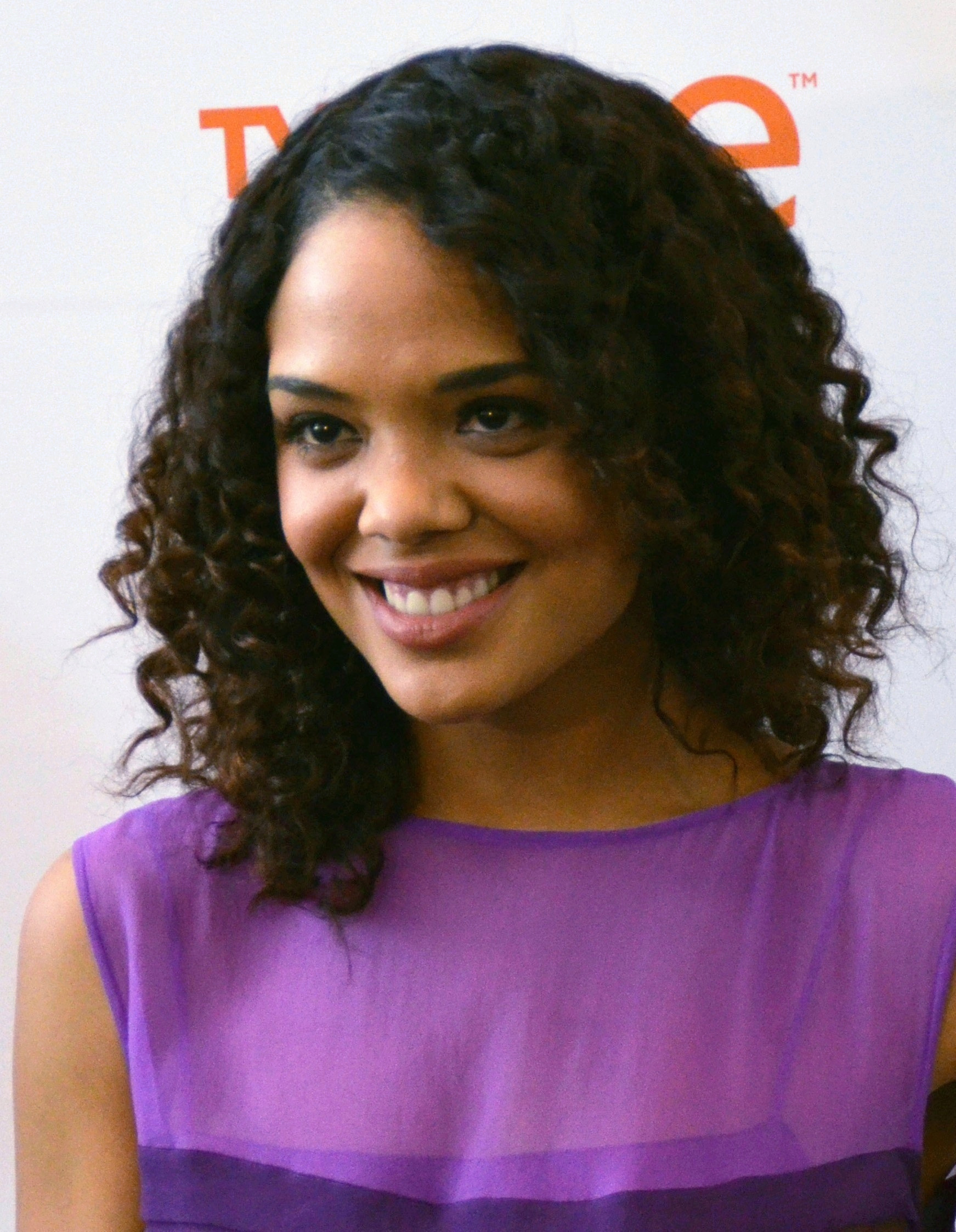
طومسون سنة 2014

### المسرح
في عام 2002، قدمت طومسون دورتها الاحترافية لأول مرة في إنتاج شركة شكسبير النسائية في The Shapespre. في عام 2003، ظهرت طومسون في دور جولييت في روميو وجولييت: انتيبيلوم نيو اورليانز، كسبت ترشيحًا لجائزة NAACP Theatre.  
وفي عام 2016، ظهرت في مسرحية «ليديا آر دايموند» في مسرحية «ليديا آر دايموند» في مسرحية «المسرح الثاني»، إلى جانب «ماهرشالا علي» و«جوشوا جاكسون» و«آن سون».

## الأعمال

### أفلام
| السنة | العنوان          | الدور     |
| ----- | ---------------- | --------- |
| 2006  | عندما يتصل غريب  | سكارليت   |
| 2014  | سيلما            | دايان ناش |
| 2014  | فيرونيكا مارس    |           |
| 2015  | كريد             | بيانكا    |
| 2017  | ثور: ناغناروك    | فالكري    |
| 2018  | إبادة            | جوسي رادك |
| 2022  | ثور: الحب والرعد | فالكيري   |

### تلفاز
| السنة     | العنوان        | الدور         |
| --------- | -------------- | ------------- |
| 2005      | كولد كيس       | بيلي          |
| 2005–2006 | فيرونيكا مارس  | جاكي كوك      |
| 2006      | غريز أناتومي   | كاميلا ترافيس |
| 2009      | هيروز          | ريبيكا تايلر  |
| 2012–2013 | 666 بارك أفينو | ساشا دوران    |
| 2016      | بوجاك هورسمان  | تانيشا        |
| 2016–     | وست وورلد      | تشارلوت هيل   |
| 2018      | بورتلانديا     | بيلي          |